# Lưỡi dao (phim)
Lưỡi dao là một bộ phim điện ảnh Việt Nam về đề tài chiến tranh được thực hiện năm 1995, do Lê Hoàng làm đạo diễn và Hãng phim Giải Phóng sản xuất. Kịch bản của Lưỡi dao được nhà biên kịch Nguyễn Hồ phóng tác dựa theo truyện ngắn cùng tên của nhà văn Trương Công Dũng. Phim có sự góp mặt của các diễn viên: Mỹ Duyên, Thiệu Ánh Dương, và Lê Văn Nghĩa và Lê Cung Bắc.
Sau khi hoàn thành và được công chiếu trên toàn quốc, Lưỡi dao đã gây được tiếng vang và đánh giá khá cao của khán giả cũng như các nhà phê bình điện ảnh bằng việc giành được nhiều giải thưởng lớn trong nước như: Giải A của Hội Điện ảnh Việt Nam (1995), Bằng khen tại Liên hoan phim Việt Nam lần thứ 11 năm 1996. Bên cạnh đó, hai diễn viên chính của phim là Mỹ Duyên và Thiệu Ánh Dương đã liên tiếp giành được các giải thưởng như giải Mai Vàng dành cho Mỹ Duyên với vai Nguyệt và giải "Nam diễn viên xuất sắc nhất" dành cho diễn viên Thiệu Ánh Dương tại Liên hoan phim Việt Nam được tổ chức vào năm 1996.

## Nội dung
Chuyện phim xoay quanh nhân vật chính tên Nguyệt (do Mỹ Duyên thủ vai), cô mồ côi cả cha lẫn mẹ từ nhỏ và cùng với người bà của mình sống nương nhờ trong gia đình một người cha xứ, tuổi thơ của cô đã gắn liền với xóm đạo nghèo vùng ven biển miền Nam bộ. Một ngày kia, quân cách mạng đang trên đà chiến thắng tiến vào giải phóng xóm đạo và đánh đuổi bọn lính Cộng hòa. Trong một trận giao tranh ác liệt giữa hai bên, bà của Nguyệt vì nghe lời bọn lính và nhớ đến cái chết của con trai do vô tình trúng phải đạn pháo của Việt Cộng, bà đã dùng lựu đạn ném tử thương nhiều chiến sĩ giải phóng. Dũng (do Thiệu Ánh Dương thủ vai), người lính Việt cộng được giao nhiệm vụ bắn hạ bà cụ để tránh thương vong tiếp tục cho đồng đội. Anh lính trẻ đã rất lưỡng lự với nhiệm vụ của mình nhưng không còn cách nào khác, Dũng buộc lòng phải bắn bà cụ.
Sau khi quân giải phóng tiếp quản xóm đạo, Dũng cùng một số đồng đội của mình ở nhờ nhà người cha xứ. Ở đây, anh đã gặp Nguyệt, nhưng giống như những người dân xóm đạo khác, Nguyệt nghi ngại và căm ghét người lính Việt Cộng, phần là vì cái chết của cha cô và cũng là do sự tuyên truyền lệch lạc của bọn lính Cộng hòa. Nguyệt cũng bị họ lợi dụng khi tiếp tục tiếp tế đồ ăn cho bọn lính và được chúng huấn luyện để giết hại những người lính giải phóng. Đại úy Quân (do Lê Văn Nghĩa thủ vai), tên thủ lĩnh của bọn lính Cộng hòa đã giao do Nguyệt một con dao găm với dụ ý tin tưởng rằng cô sẽ hoàn thành nhiệm vụ. Nhưng chỉ một thời gian ngắn sau, nỗi hoài nghi và sợ hãi của người dân xóm đạo dần tan biến, họ nhận thấy những người lính giải phóng không xấu xa như những gì mà bọn lính Cộng hòa đã tuyên truyền. Thay vào đó là hình ảnh những anh lính hiền lành, thân thiện và luôn giúp đỡ người dân. Những người lính Cộng hòa phía bên kia chiến tuyến cũng nhận ra sai lầm và quay trở về với gia đình của họ.
Nguyệt cũng vậy, cô cũng dần dần thay đổi thái độ với những người lính giải phóng. Không những thế, Nguyệt còn có cảm tình với Dũng, một anh lính mà theo cô rất vui tính và đáng mến, chính anh cũng là người đã dạy cô viết những nét chữ đầu tiên, tình cảm của họ bắt đầu lớn lên theo thời gian. Và một ngày kia, Dũng đã ngỏ lời yêu Nguyệt. Tình yêu của đôi bạn trẻ tưởng như không thể phá vỡ được và họ sẽ được sống hạnh phúc bên nhau. Nhưng cũng chính lúc đó, Quân đã một lần nữa kích động Nguyệt khi cho cô biết Dũng chính là người đã sát hại bà cô. Chính sự thật phũ phàng này đã khiến cho Nguyệt vô cùng đau đớn, dằn vặt giữa lòng hận thù và tình yêu. Khi cả ba đang đối mặt với nhau trong một tháp chuông nhà thờ và con dao mà Quân tặng cho Nguyệt năm xưa lại đang chĩa về phía Dũng, tưởng chừng như lòng thù hận đã khiến Nguyệt đâm dao vào anh. Nhưng không, cô đã giết chết tay đại úy và sau đó gieo mình xuống tháp chuông, trong ánh mắt tuyệt vọng của Dũng...

## Phân vai
- Mỹ Duyên vai Nguyệt
- Thiệu Ánh Dương vai Dũng
- Lê Cung Bắc vai Bác / Trùm xứ đạo
- Mộc Miên vai Mai
- Lê Văn Nghĩa vai Đại úy Quân
- Nguyễn Hậu vai Lính du kích
- Quốc Thảo vai Đội trưởng du kích
- Nguyễn Sơn vai Tâm (lính du kích)
- Lê Quang vai Trung sĩ nổi loạn
- Các diễn viên khác: Lê Thị Sáu, Tư Lê, Thu Hằng, Thanh Tiến, Quang Đạt...